# 東経15度線
東経15度線（とうけい15どせん）は、本初子午線面から東へ15度の角度を成す経線である。北極点から北極海、ヨーロッパ、地中海、アフリカ、大西洋、南極海、南極大陸を通過して南極点までを結ぶ。

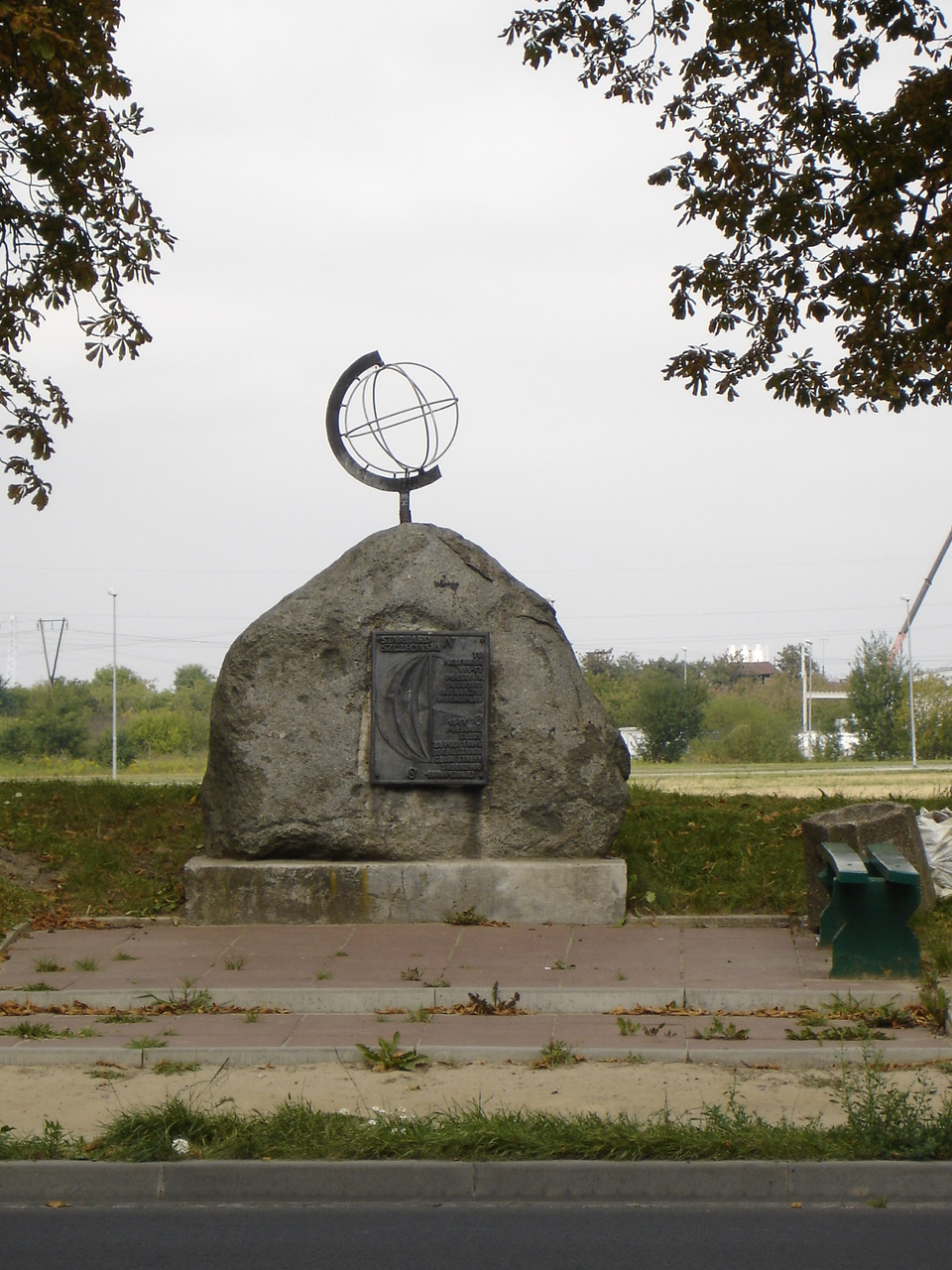
ポーランド・スタルガルト・シュチェチンスキのモニュメント

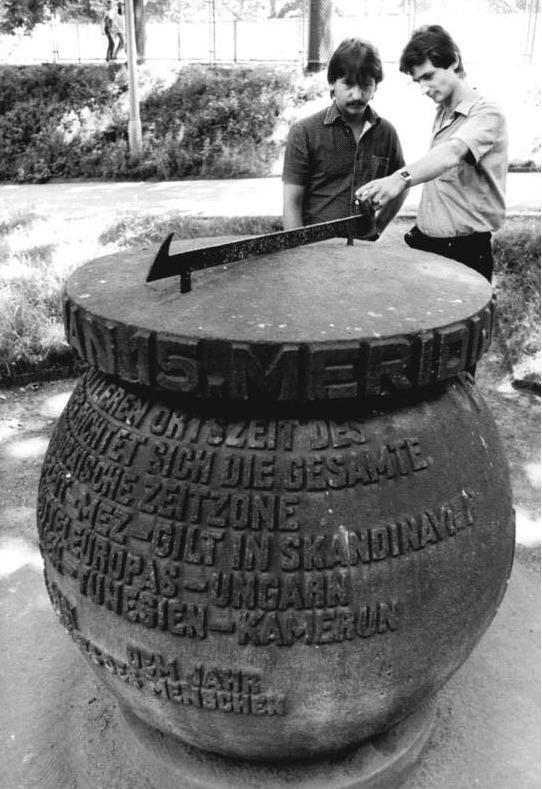
ドイツ最東端の町ゲルリッツのモニュメント

東経15度線は、西経165度線と共に大円を形成する。

## 通過する地域一覧
東経15度線は、北極点から南極点まで南に向かって以下の場所を通っている。
| 地理座標                                             | 国土・領土・領海 | 備考                                                                    |
| ---------------------------------------------------- | ---------------- | ----------------------------------------------------------------------- |
| 北緯90度0分 東経15度0分 / 北緯90.000度 東経15.000度  | 北極海           |                                                                         |
| 北緯79度42分 東経15度0分 / 北緯79.700度 東経15.000度 | ノルウェー       | スピッツベルゲン島（スヴァールバル諸島）                                |
| 北緯79度8分 東経15度0分 / 北緯79.133度 東経15.000度  | 大西洋           | グリーンランド海 ノルウェー海                                           |
| 北緯68度51分 東経15度0分 / 北緯68.850度 東経15.000度 | ノルウェー       | ラング島（英語版）、Austvågøy、ヒン島                                   |
| 北緯68度16分 東経15度0分 / 北緯68.267度 東経15.000度 | Vestfjorden      |                                                                         |
| 北緯67度59分 東経15度0分 / 北緯67.983度 東経15.000度 | ノルウェー       | エンゲル島（英語版）、本土                                              |
| 北緯66度9分 東経15度0分 / 北緯66.150度 東経15.000度  | スウェーデン     |                                                                         |
| 北緯56度9分 東経15度0分 / 北緯56.150度 東経15.000度  | バルト海         |                                                                         |
| 北緯55度11分 東経15度0分 / 北緯55.183度 東経15.000度 | デンマーク       | ボーンホルム島                                                          |
| 北緯55度0分 東経15度0分 / 北緯55.000度 東経15.000度  | バルト海         |                                                                         |
| 北緯54度5分 東経15度0分 / 北緯54.083度 東経15.000度  | ポーランド       |                                                                         |
| 北緯51度19分 東経15度0分 / 北緯51.317度 東経15.000度 | ドイツ           | ザクセン州 - 約16km（ドイツ最東端付近を通過）                           |
| 北緯51度10分 東経15度0分 / 北緯51.167度 東経15.000度 | ポーランド       |                                                                         |
| 北緯51度1分 東経15度0分 / 北緯51.017度 東経15.000度  | チェコ           | 約3km                                                                   |
| 北緯50度59分 東経15度0分 / 北緯50.983度 東経15.000度 | ポーランド       | 約6km                                                                   |
| 北緯50度56分 東経15度0分 / 北緯50.933度 東経15.000度 | チェコ           |                                                                         |
| 北緯49度1分 東経15度0分 / 北緯49.017度 東経15.000度  | オーストリア     |                                                                         |
| 北緯46度37分 東経15度0分 / 北緯46.617度 東経15.000度 | スロベニア       | 国土の東西方向のほぼ中間点を通る。Vrhtrebnje村にモニュメントがある。[1] |
| 北緯45度30分 東経15度0分 / 北緯45.500度 東経15.000度 | クロアチア       | 本土、パグ島、Sestrunj島、デゥギ島（英語版）                            |
| 北緯44度2分 東経15度0分 / 北緯44.033度 東経15.000度  | 地中海           | アドリア海                                                              |
| 北緯42度0分 東経15度0分 / 北緯42.000度 東経15.000度  | イタリア         | モリーゼ州 プッリャ州 モリーゼ州 - 約1km カンパニア州                   |
| 北緯40度12分 東経15度0分 / 北緯40.200度 東経15.000度 | 地中海           | ティレニア海                                                            |
| 北緯38度23分 東経15度0分 / 北緯38.383度 東経15.000度 | イタリア         | ヴルカーノ島 - シチリア州                                               |
| 北緯38度22分 東経15度0分 / 北緯38.367度 東経15.000度 | 地中海           | ティレニア海                                                            |
| 北緯38度9分 東経15度0分 / 北緯38.150度 東経15.000度  | イタリア         | シチリア島 - シチリア州                                                 |
| 北緯36度42分 東経15度0分 / 北緯36.700度 東経15.000度 | 地中海           |                                                                         |
| 北緯32度25分 東経15度0分 / 北緯32.417度 東経15.000度 | リビア           |                                                                         |
| 北緯23度0分 東経15度0分 / 北緯23.000度 東経15.000度  | チャド           | 約1km - 国土の北西端を通過                                              |
| 北緯22度59分 東経15度0分 / 北緯22.983度 東経15.000度 | ニジェール       |                                                                         |
| 北緯16度22分 東経15度0分 / 北緯16.367度 東経15.000度 | チャド           | チャド湖を通過 ンジャメナのすぐ西を通過                                 |
| 北緯12度7分 東経15度0分 / 北緯12.117度 東経15.000度  | カメルーン       |                                                                         |
| 北緯10度0分 東経15度0分 / 北緯10.000度 東経15.000度  | チャド           |                                                                         |
| 北緯8度41分 東経15度0分 / 北緯8.683度 東経15.000度   | カメルーン       |                                                                         |
| 北緯6度45分 東経15度0分 / 北緯6.750度 東経15.000度   | 中央アフリカ     |                                                                         |
| 北緯4度25分 東経15度0分 / 北緯4.417度 東経15.000度   | カメルーン       |                                                                         |
| 北緯2度1分 東経15度0分 / 北緯2.017度 東経15.000度    | コンゴ共和国     |                                                                         |
| 南緯4度35分 東経15度0分 / 南緯4.583度 東経15.000度   | コンゴ民主共和国 |                                                                         |
| 南緯5度52分 東経15度0分 / 南緯5.867度 東経15.000度   | アンゴラ         |                                                                         |
| 南緯17度23分 東経15度0分 / 南緯17.383度 東経15.000度 | ナミビア         |                                                                         |
| 南緯23度21分 東経15度0分 / 南緯23.350度 東経15.000度 | 大西洋           |                                                                         |
| 南緯60度0分 東経15度0分 / 南緯60.000度 東経15.000度  | 南極海           |                                                                         |
| 南緯69度15分 東経15度0分 / 南緯69.250度 東経15.000度 | 南極大陸         | ドローニング・モード・ランド（ ノルウェーが領有権を主張）               |